# 원더러스 FC
원더러스 FC(Wanderers F.C.)는 잉글랜드 12부 클럽에서 활동중인 클럽으로, 과거 FA컵 5회 우승을 거뒀다가 1887년 팀 해체 후 2009년 재창단 되었었다.